# Далибор Талајић
Далибор Талајић (Сарајево, 1972) је  хрватски цртач стрипа, илустратор, глумац и писац.Најпознатији је по раду за издавачку кућу Марвел комикс. Међународно признање и комерцијални успјех постигао је радећи на серији стрипова Дедпул сатире Марвелов универзум (2012) и Дедпул поново сатире Марвелов универзум (2017.)

## Биографија
Рођен је 1972.  у Сарајеву, у Социјалистичкој републици Босни и Херцеговини, у породици оперне умјетнице Љиљане Молнар-Талајић. Будући да је његова мајка, 1975. прихватила стални ангажман у Хрватском народном позоришту у Загребу, те године његова породица одселила се у Загреб, где је Талајић завршио језичку гимназију, а потом и Музичку академију Ватрослава Лисинског, у класи професора Јосипа Тонжетића, и тако стекао диплому професора кларинета. Док је био на Академији, две године се узастопно пријављивао на Академију ликовних уметности у Загребу, али није примљен. Талајић је Музичку академију завршио 1994. године и наредних једанаест година предавао кларинет у "Глазбена школа Златка Балоковића". Паралелно са радом у музичкој школи почиње да гради каријеру цртача. Усавршавао се радећи за загребачки фанзин Ендем, док је прве професионалне радове објављивао  у Модрој ласти, Првом избору, Фрци, Loadedu и сличним часописима. Почетком 2000-их радио је за Кроатиа филм као цртач књига снимања и као глумац у синхронизацији анимираних филмова гдје је  посуђивао глас десетин ликова у анимираној серији "Лаку ноћ, Хрватска", док је у луткарској серији "Дућан Мопатоп" глас дао свим ликовима. Од 2005. године ради као професионални цртач стрипова и илустратор. На америчку стрип-сцену ступио је 2005. године, радом за малог издавача Desperado Publishing на стрип серијалу Deadworld. Након тога, кратко је радио за такођер амерички Boom! Studios, док га француски издавач Делкоурт није ангажовао за адаптацију Јеванђеља по Матеју у стрип, у склопу пројекта адаптације читавог Новог завјета. Од 2009. има ексклузиван уговор с Марвелом, где је радио на мноштву познатих и признатих серијала X-мен, Невероватни Хулк, Старац Логан, Нови осветници и др. Стрип Дедпул сатире Марвелов универзум један је од најпродаванијих Марвелових наслова свих времена.
Његов највећи умјетнички и лични успјех је, такође за Марвел, стрип Мајка Мадаје у сарадњи с новинарком ABC News, Рум Момтаз. То је документаристички стрип који говори о стварној жени и њезиној породици у тада већ три године опкољеном граду Мадаја у Сирији. Стрип је уврштен и у курикулум америчких средњих школа, за помоћ у наставној обради теме избјеглица и цивила у рату уопште. Препознат је по свом натуралистичком стилу цртања и као вјешт преносиоц људских емоција, па је у априлу 2020. ангажован на стрипу CovidChronicles за NBC News, који документаристички преноси стварне актуелне борбе малих људи у сусрету са свјетском пандемијом. Године 2018. у Хрватској објављује књигу “Мост понад бурне ријеке … или о великој борби једног малог татиног борца” (друго издање 2019.), 2021. године излази “Ла Молнар” – прича о Љиљани Молнар Талајић”, а њехова трећа књига “Трептаји … или дневник двају одрастања” објављена је 2022.
Активиста је по питању информисања друштва о проблему аутизма. Далибор Талајић живи и ради у Загребу.